# Недунджчеліян II
Недунджчеліян (Недундж Челіян) II (там. நெடுஞ்செழியன்; кін. III ст. до н. е. — 1-а пол. II ст. дон. е.) — правитель держави Пандья. Більшість відомостей про нього міститься в тамільському епосі «Мадурайкканці»

## Життєпис
Син царя Недунджчеліяна I. Посів трон близько 210 року до н. е. Був на той час доволі молодим. Невдовзі стикнувся з коаліцію держав Чера і Чола. Недунджеліян II завдав супротивникам поразки, переслідував відступаючі сили до Талайялангаанама (неподалік від сучасного міста Тіруварур) на території Чола, де завдав їм нової, нищівної, поразки. При цьому полонив Мандаранджерал Ірумпорая, правителя Чери.
За цим змусив визнати свою зверхність тамільські держави Велір, Міллалай і Муттуру. Йому спадкував Мудукудумі Парувалудхі.